# Витрук, Павел Эдуардович
Павел Эдуардович Витрук (род. 13 мая 1990, Стаханов, Ворошиловградская область, СССР) — российский боец смешанных единоборств. Бывший чемпион M-1 в легчайшем весе (2016—2017), чемпионом ACA в легчайшем весе

## Титулы
- M-1
  -  Чемпион M-1 в легчайшем весе[1]
  - Чемпион ACA в легчайшем весе

## Статистика профессиональных боёв
| Боёв 22  | Побед 15 | Поражений 6 |
| -------- | -------- | ----------- |
| Нокаутом | 4        | 0           |
| Сдачей   | 1        | 1           |
| Решением | 10       | 5           |
| Ничьи    | 1        | 1           |

| Результат | Рекорд | Соперник          | Способ                       | Турнир                                             | Дата            | Раунд | Время | Место                   | Примечание                                   |
| --------- | ------ | ----------------- | ---------------------------- | -------------------------------------------------- | --------------- | ----- | ----- | ----------------------- | -------------------------------------------- |
| Победа    | 15-6-1 | Айк Казарян       | Решением (единогласным)      | ACA 147: Вартанян - Раисов                         | 4 ноября 2022   | 3     | 5:00  | Москва, Россия          |                                              |
| Поражение | 14-6-1 | Клеверсон Сильва  | Решением (раздельным)        | ACA 141: Фроес - Сулейманов                        | 22 июля 2022    | 3     | 5:00  | Сочи, Россия            |                                              |
| Поражение | 14-5-1 | Хусейн Шайхаев    | Решением (единогласным)      | ACA 131: Абдулвахабов - Диас                       | 5 ноября 2021   | 3     | 5:00  | Москва, Россия          |                                              |
| Победа    | 14-4-1 | Дилено Лопес      | Решением (единогласным)      | ACA 123: Кошкин — Бутенко                          | 29 мая 2021     | 3     | 5:00  | Москва, Россия          |                                              |
| Поражение | 13-4-1 | Абдурахман Дудаев | Решением (раздельным)        | ACA 118: Абдулаев — Вагаев 2                       | 26 февраля 2021 | 3     | 5:00  | Москва, Россия          |                                              |
| Победа    | 13-3-1 | Валерий Хажироков | Решением (единогласным)      | ACA 110: Багов — Абдулаев                          | 5 сентября 2020 | 3     | 5:00  | Москва, Россия          | Дебют в ACA                                  |
| Ничья     | 12-3-1 | Густаво Эрак      | Ничья                        | Russian Cagefighting Championship RCC Intro 6      | 16 ноября 2019  | 3     | 5:00  | Екатеринбург, Россия    |                                              |
| Победа    | 12-3   | Клеверсон Сильва  | Техническим нокаутом (удары) | Russian Cagefighting Championship RCC Intro 3      | 9 марта 2019    | 1     | 1:48  | Екатеринбург, Россия    |                                              |
| Поражение | 11-3   | Мовсар Евлоев     | Решением (единогласным)      | M-1 Challenge 81 Battle in the Mountains 6         | 22 июля 2017    | 5     | 5:00  | Таргим, Россия          | Лишился титула чемпиона M-1 в легчайшем весе |
| Победа    | 11-2   | Виталий Бранчук   | Сабмишном (удушение сзади)   | M-1 Challenge 71 Nemkov vs. Vegh                   | 21 октября 2016 | 4     | N/A   | Санкт-Петербург, Россия | Завоевал титул чемпиона M-1 в легчайшем весе |
| Победа    | 10-2   | Сергей Морозов    | Решением (единогласным)      | M-1 Challenge 64 — Shlemenko vs. Vasilevsky        | 19 февраля 2016 | 3     | 5:00  | Москва, Россия          | Перешёл в легчайший вес                      |
| Поражение | 9-2    | Ли Моррисон       | Решением (раздельным)        | M-1 Challenge 58 — Battle in the Mountains 4       | 6 июня 2015     | 3     | 5:00  | Таргим, Россия          |                                              |
| Поражение | 9-1    | Макс Кога         | Сабмишном (удушение сзади)   | M-1 Challenge 55 — In Memory of Guram Gugenishvili | 21 февраля 2015 | 3     | 2:36  | Тбилиси, Грузия         |                                              |
| Победа    | 9-0    | Рафаэль Миранда   | Нокаутом (удары)             | M-1 Challenge 53 — Battle in the Celestial Empire  | 25 ноября 2014  | 1     | 1:44  | Пекин, Китай            |                                              |
| Победа    | 8-0    | Клэйтон Сантос    | Сабмишном                    | M-1 Global — M-1 Challenge 46                      | 14 марта 2014   | 1     | 3:33  | Санкт-Петербург, Россия |                                              |
| Победа    | 7-0    | Оливье Пастор     | Решением (единогласным)      | M-1 Challenge 38 — Spring Battle                   | 9 апреля 2013   | 3     | 5:00  | Санкт-Петербург, Россия |                                              |
| Победа    | 6-0    | Илья Овечкин      | Решением (единогласным)      | M-1 Challenge 35 — Emelianenko vs. Monson          | 15 ноября 2012  | 3     | 5:00  | Санкт-Петербург, Россия |                                              |
| Победа    | 5-0    | Радослав Пиечник  | Решением (единогласным)      | M-1 Global — Fedor vs. Rizzo                       | 21 июня 2012    | 3     | 5:00  | Санкт-Петербург, Россия |                                              |
| Победа    | 4-0    | Эмиль Абасов      | Решением (единогласным)      | ANC — Alexander Nevsky Cup 1                       | 16 февраля 2012 | 2     | 5:00  | Санкт-Петербург, Россия |                                              |
| Победа    | 3-0    | Ратмир Теуважуков | Решением (раздельным)        | ANC — Alexander Nevsky Cup 1                       | 16 февраля 2012 | 2     | 5:00  | Санкт-Петербург, Россия |                                              |
| Победа    | 2-0    | Денис Чигринец    | Техническим нокаутом (удары) | ANC — Alexander Nevsky Cup 1                       | 16 февраля 2012 | 2     | 2:21  | Санкт-Петербург, Россия |                                              |
| Победа    | 1-0    | Санан Шахбудагов  | Решением (единогласным)      | M-1 Global — M-1 Fighter Tournament                | 6 августа 2011  | 2     | 5:00  | Санкт-Петербург, Россия | Дебют в ММА                                  |

## Статистика любительских боëв
| Боёв 23  | Побед 16 | Поражений 6 |
| -------- | -------- | ----------- |
| Нокаутом | 5        | 0           |
| Сдачей   | 1        | 1           |
| Решением | 10       | 5           |
| Ничьи    | 1        | 1           |

| Результат | Рекорд | Соперник           | Способ                          | Турнир                  | Дата             | Раунд | Время | Место                   | Примечание |
| --------- | ------ | ------------------ | ------------------------------- | ----------------------- | ---------------- | ----- | ----- | ----------------------- | ---------- |
| Победа    | 8-0    | Алексей Москаленко | Техническим нокаутом            | Spirit of Warrior — SOW | 30 сентября 2012 | 1     | 0:45  | Санкт-Петербург, Россия |            |
| Победа    | 6-0    | Марк Булахтин      | Сабмишном (удушение гильотиной) | Spirit of Warrior — SOW | 30 сентября 2012 | 1     | 2:55  | Санкт-Петербург, Россия |            |
| Победа    | 7-0    | Николай Денисов    | Решением (единогласным)         | Spirit of Warrior — SOW | 30 сентября 2012 | 3     | 5:00  | Санкт-Петербург, Россия |            |